# أبو العباس القلانسي
أبو العباس القلانسي هو أبو العباس أحمد بن عبد الرحمن بن خالد القلانسي الرازي، من متكلمي أهل السنة في القرن الثالث الهجري. أحد أعلام الكلابية ومن أبرز رجالها. نزيل الري. لا يعرف تحديداً مكان وتاريخ ولادته ولا مكان وتاريخ وفاته، ولكن من المؤكد أنه كان معاصراً لأبي الحسن الأشعري وكان أعلى منه طبقة.
إتفق مع عبد الله بن كلاب في عقيدته، ولكنه خالفه في تعريف الإيمان، وأدخل أعمال الجوارح فيه. كما أنه تصدى للرد على المعتزلي إبراهيم النظام، وله كتب ورسائل في الرد عليه.
له أكثر من مائة وخمسين مصنفاً، لم يصلنا منها اليوم شيء.